# Kitaro Nishida
Kitarō Nishida (japanska: 西田 幾多郎?, Nishida Kitarō), född 19 maj 1870 i Kahoku, Ishikawa, Japan, död 7 juni 1945 Kamakura, Kanagawa, Japan, var en japansk filosof. Han grundade Kyotoskolan i filosofi. 
Kitarō Nishida var son till grundskoleläraren Yasunori Nishida och Tosa Nishida, som var en from anhängare till Jōdo-skolan inom buddhismen. Familjen som kom från jordägarklass, tvingades av ekonomiska skäl flytta till Kanazawa under Kitarō Nishidas uppväxt 1883. Han gick ut gymnasiet Fourth Higher School i Kanazawa 1888. Han utexaminerades i filosofi från Tokyos universitet 1894 under Meijiperioden. Han blev lärare på Fourth Higher School i Kanazawa 1899 och blev senare professor i filosofi på Kyotos universitet. Kitaro Nishida pensionerades 1927. År 1940, fick han den japanska orden "Order of Culture" ("bunka kunshō"). Han medverkade i uppbyggnaden av Chiba Institute of Technology från 1940.
Nishidas filosofi inkorporerade idéer från zenbuddism och västerländsk filosofi och syftade till närma de båda traditionerna till varandra. Det mest kända konceptet i Nishidas filosofi är "basho"-logiken (basho översätts vanligen "plats" eller "topos"), en icke-dualistisk konkret logik, som är avsedd att överbrygga den skillnad mellan subjektivitet och objektivitet som finns som en central del i Aristoteles subjektlogik och Immanuel Kants predikatlogik genom att bekräfta vad han benämner den "absolut motsägelsefulla egenidentiteten". Detta är en dynamisk spänning mellan motsatser, som, till skillnad från Georg Wilhelm Friedrich Hegels dialektik, inte leder till en lösning genom en syntes. Snarare definierar den sitt egentliga subjekt genom att behålla spänningen mellan bekräftande och förnekande såsom motsatta perspektivpoler.  
Under andra världskriget angrep högernationalistiska intellektuella honom som antinationalistisk för hans positiva inställning till västerländsk filosofi. Efter kriget angreps han av vänsterintellektuella som nationalistisk för sin japanskt traditionella inställning till begreppet "ingenting". Han erkände en slags allmängiltighet i västerländsk filosofi och logik, men accepterade inte att denna var den enda som var allmängiltig.